# Rijksbeschermd gezicht Sittard

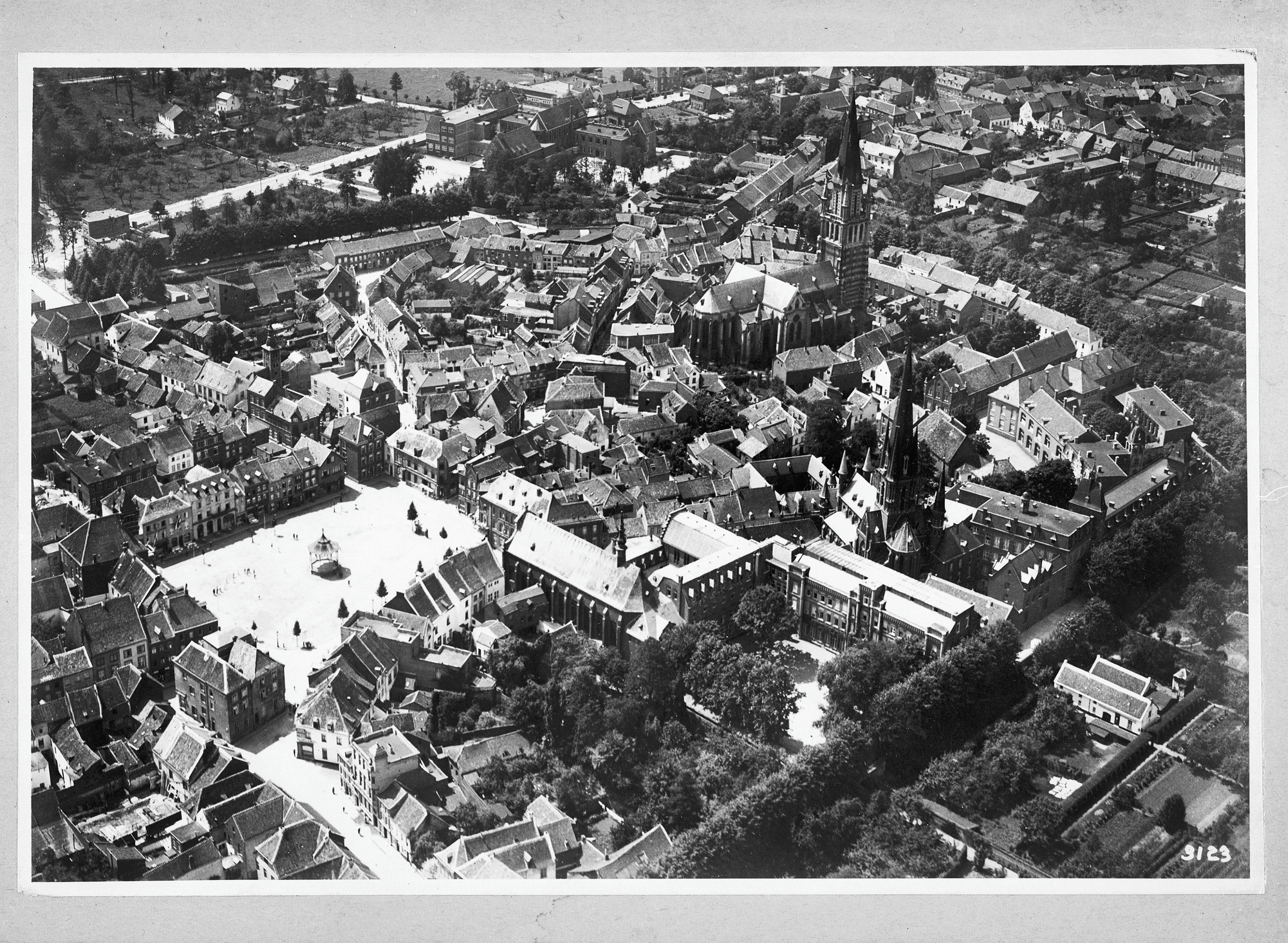
Sittard met het vrijwel onbebouwde schootsveld rondom de wallen

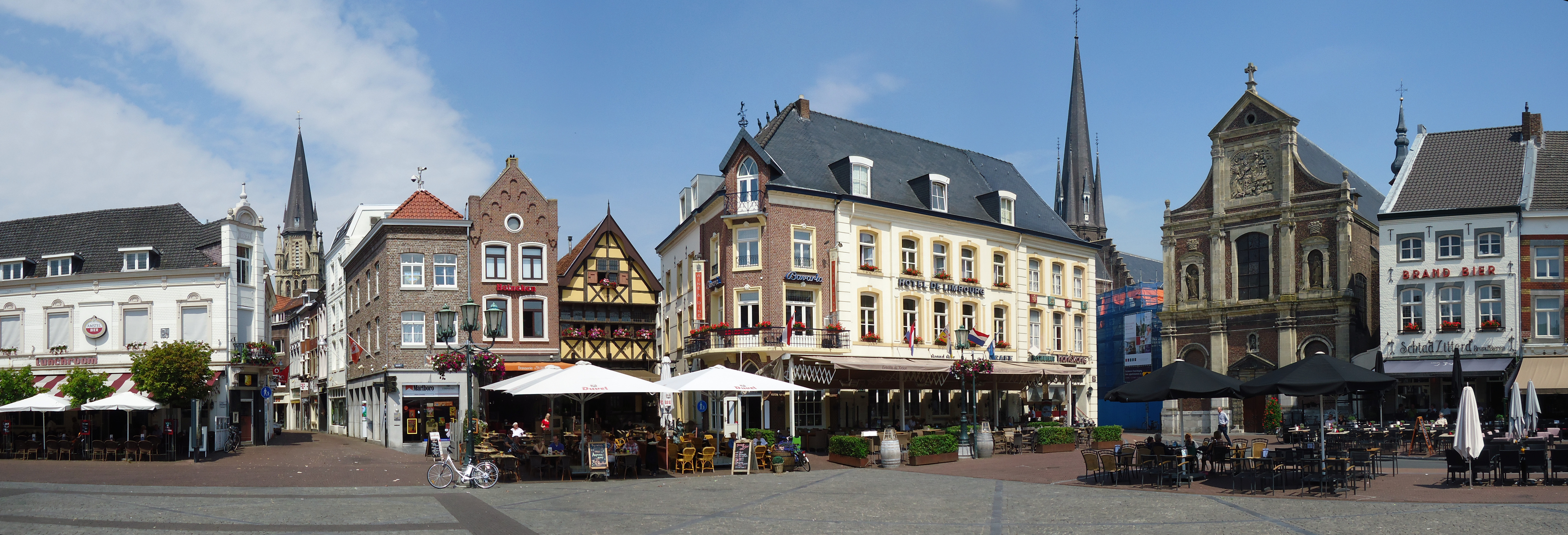
Panorama Markt

Het rijksbeschermd gezicht Sittard is een van rijkswege beschermd stadsgezicht in Sittard in de Nederlands-Limburgse gemeente Sittard-Geleen.

## Ontstaansgeschiedenis
Sittard is omstreeks de 6e eeuw of iets later ontstaan als marktcentrum en handelsnederzetting aan een handelsweg, die van de Maas bij Urmond naar Gulik voerde. In het handvest uit 1243 waarin Walram van Monschau aan Sittard stadsrechten verleende, was reeds sprake van een omwalling met grachten, diverse straten en wegen in en buiten de stad, en een markt. 
Het westelijk deel van de oude stadskern wordt tot op heden gekenmerkt door bochtige straten in een onregelmatig, enigszins concentrisch patroon met als middelpunt de Sint-Petruskerk. Het stratenplan ten oosten van de Molenbeekstraat is waarschijnlijk van later datum, want royaler van opzet. De huidige Markt verving vanaf de 14e eeuw de Oude Markt als marktplein van Sittard.
Volgens een kroniek uit het midden van de 14e eeuw had de ommuurde stad toen drie stadspoorten: de Limbrichterpoort in het westen (bij de Limbrichterstraat), de Broekpoort in het noorden (bij de Paardenstraat) en de Putpoort in het oosten (bij de Putstraat). De Molenbeek, die grotendeels overkluisd dwars door de oude stad loopt, is een kunstmatige aftakking van de Geleenbeek, gegraven ten behoeve van drinkwatertoevoer, om de grachten te voeden en de watermolens gaande te houden. Bij de Markt lag een voetbrug. 
De belangrijkste gebouwen bevonden zich in de middeleeuwen in het westelijk deel van de binnenstad: de hof van de heer van Gulik, de kapittelkerk, de kanunnikenhuizen en het begijnhof; in het oostelijk deel (aan de Plakstraat) lag het adellijke huis Dobbelstein en de voogdij.
In de 17e eeuw moedigden de heren van Gulik de vestiging van kloosterorden aan van onder anderen dominicanen (die het Dominicanenklooster en de Sint-Michielskerk bouwden), dominicanessen (het klooster Sint Agnetenberg, ter plaatse van het huis Dobbelstein) en een kleine groep jezuïeten (gevestigd in het Kritzraedthuis). Uit dezelfde periode dateren de protestantse kerk aan de Molenbeekstraat en de stadsboerderij Den Tempel aan de Gruizenstraat. De Plakstraat en de Helstraat waren in die tijd woonstraten voor de gegoede burgerij, waarvan enkele aanzienlijke huizen nog getuigen. Aan de Helstraat verrees vlak bij de hertogelijke banmolen een nieuwe voogdij.
Na de verwoesting door de Fransen in 1677 aan het einde van de Hollandse Oorlog van een deel van Sittard, volgden herstelwerkzaamheden en enige nieuwbouw, onder andere de herbouw van de banmolen in 1738 en de bouw van het Wijnhuis (Helstraat) in 1790. Het provisorisch herstelde stadhuis werd in 1775 afgebroken. In de 19e eeuw werd het stadsbeeld verrijkt met het Ursulinenklooster met de bijbehorende Basiliek van Onze-Lieve-Vrouw van het Heilig Hart aan de Oude Markt en de pandhof daar tegenover.

## Aanwijzing tot rijksbeschermd gezicht
De procedure voor aanwijzing werd gestart op 26 augustus 1969. Omdat er van de historische stad Sittard, binnen het op de kaart aangegeven gebied, nog zoveel resten zowel in structuur als in bebouwing bewaard zijn gebleven, was het Rijk van mening dat een bescherming ex artikel 20 van de Monumentenwet gewettigd was. Het gebied werd om die reden op 17 mei 1972 definitief aangewezen. Het beschermd gezicht beslaat een oppervlakte van 23,6 hectare.
Panden die binnen een beschermd gezicht vallen krijgen niet automatisch de status van beschermd monument. Wel zal de gemeente het bestemmingsplan aanpassen om nieuwe ontwikkelingen in het gebied te reguleren. De gezichtsbescherming richt zich op de stedenbouwkundige en cultuurhistorische waardering van een gebied en wil het toekomstig functioneren daarvan veiligstellen.

## Beschrijving gebied
Het beschermde gebied omvat de oude stadskern van Sittard binnen de stadswallen en een vrij ruim gebied daar omheen. Van de diverse malen gewijzigde stadsomwalling zijn nog grote delen bewaard gebleven. Alleen aan de zuidkant is een stuk aan straataanleg ten offer gevallen. Bij de Putstraat ligt als onderdeel van de omwalling het Fort Sanderbout, waarin resten van een bakstenen kazemat schuilgaan. Bijzonder is dat het schootsveld rondom de wallen nog grotendeels onbebouwd is gebleven. Het gebied is deels in beslag genomen door volkstuinen.
In de westelijke stadshelft zijn nog enkele kanunnikenhuizen en de tiendschuur van het kapittel aan het Kloosterplein van grote historische waarde. Een van de bochtige straten in dit gebied is de Begijnenhofstraat. In het oostelijke deel heeft de Markt ondanks enkele mislukte toevoegingen in de 20e eeuw, nog veel aaneengesloten oude bebouwing bewaard, met als voornaamste element de Sint-Michaëls-kerk met haar barokke façade. Karakteristiek is de overgang van de Markt naar Paardestraat en Putstraat, de laatste met aan de zuidkant nog vrij veel oude bebouwing. De hoek van de Plakstraat en de Rosmolenstraat wordt gemarkeerd door het 17e-eeuwse Kritzraedthuis en de bocht van de Plakstraat door het klooster Sint-Agnetenberg, schilderachtig gelegen in de onmiddellijke nabijheid van de wal. Aan de Helstraat zijn twee aanzienlijke woonhuizen uit de 17e eeuw en het Wijnhuis uit 1790 bewaard gebleven. Ten zuiden van de Markt, Molenbeekstraat en Nieuwstraat is een niet overkluisd gedeelte van de Molenbeek van grote waarde voor het stadsbeeld, evenals de 17e-eeuwse stadsboerderij De Tempel, een 16e-eeuws vakwerkhuis en de Hervormde Kerk uit 1637.

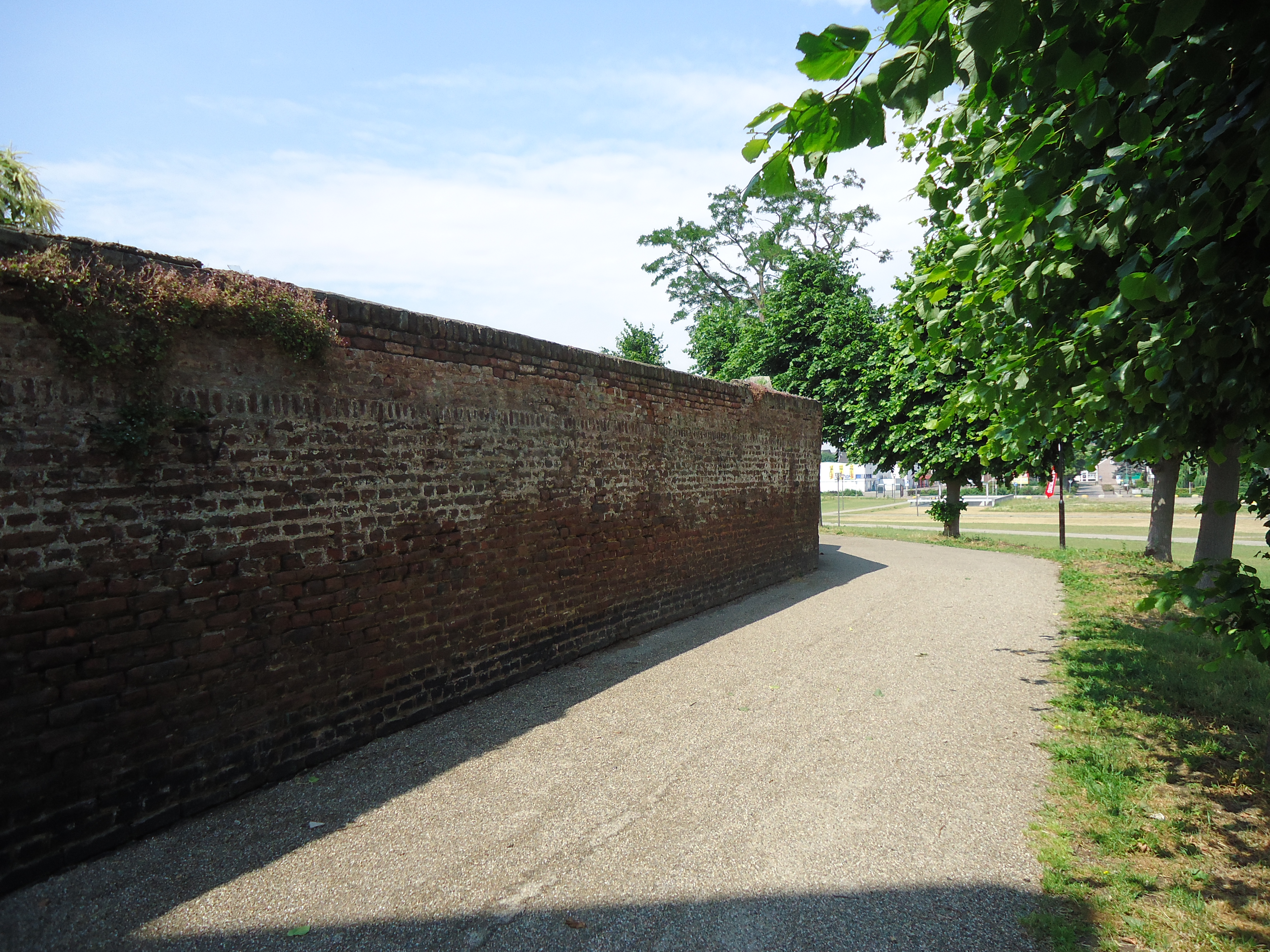
Restant van de stadsmuur
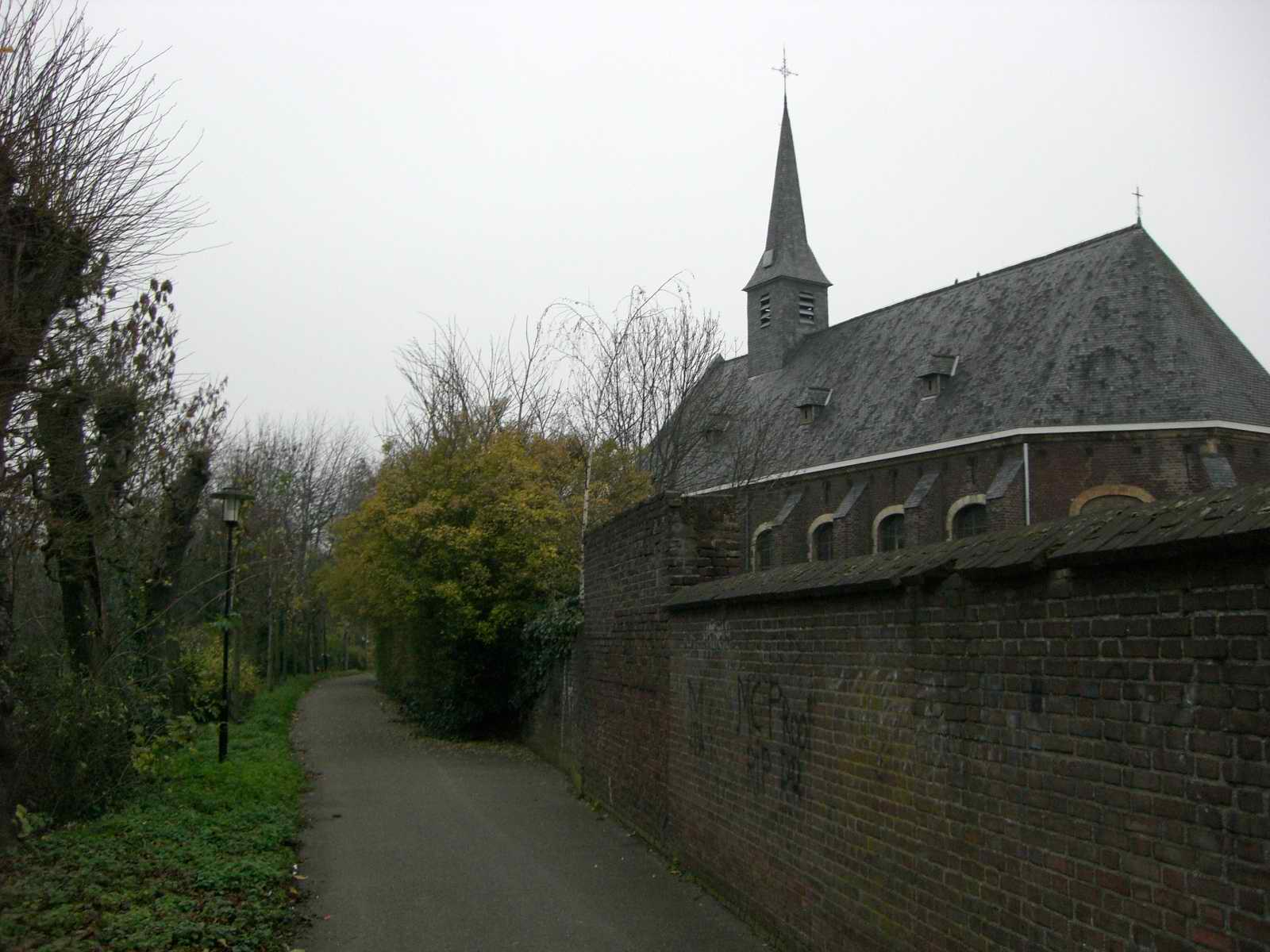
Agnetenwal
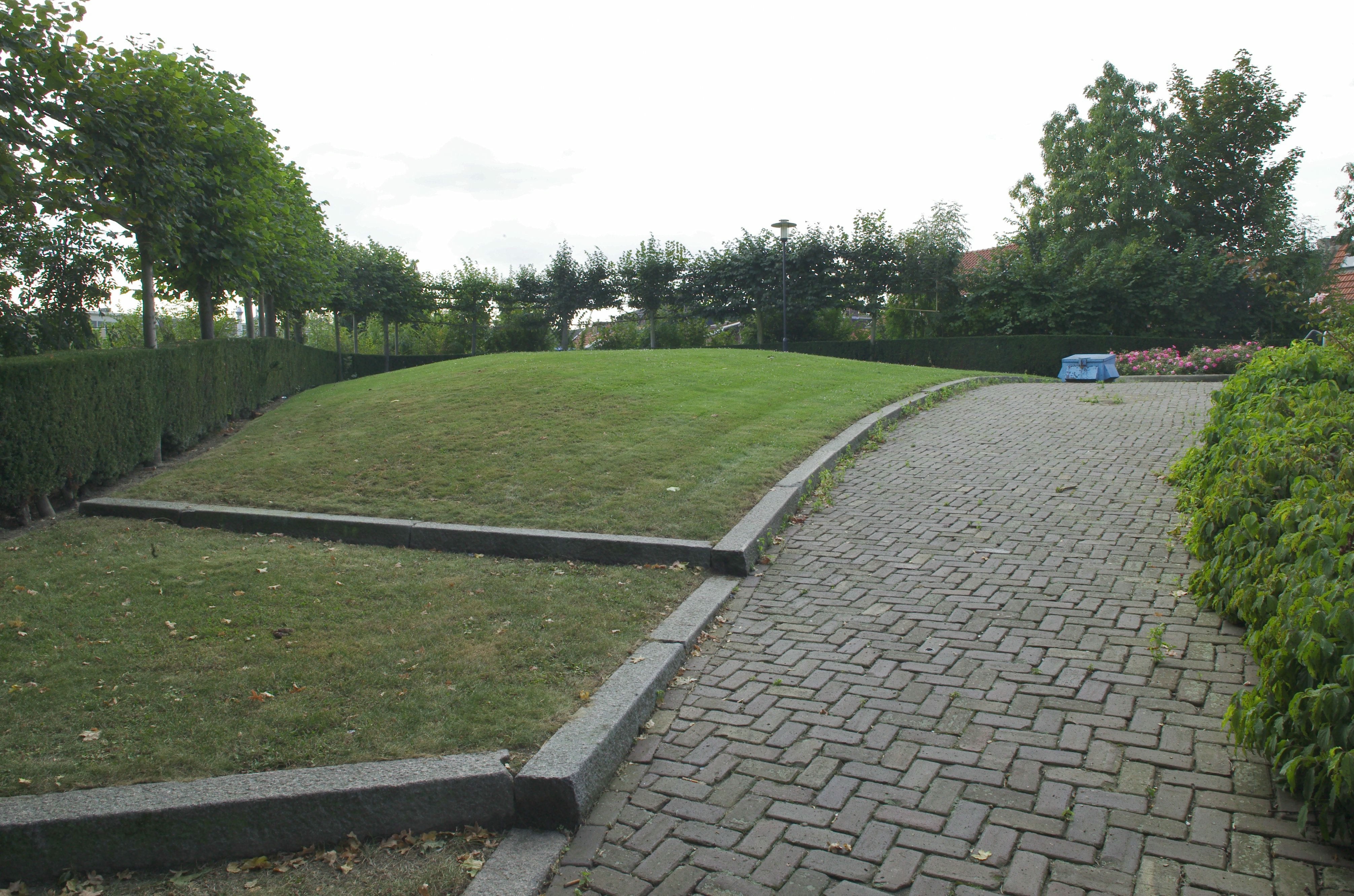
Fort Sanderbout
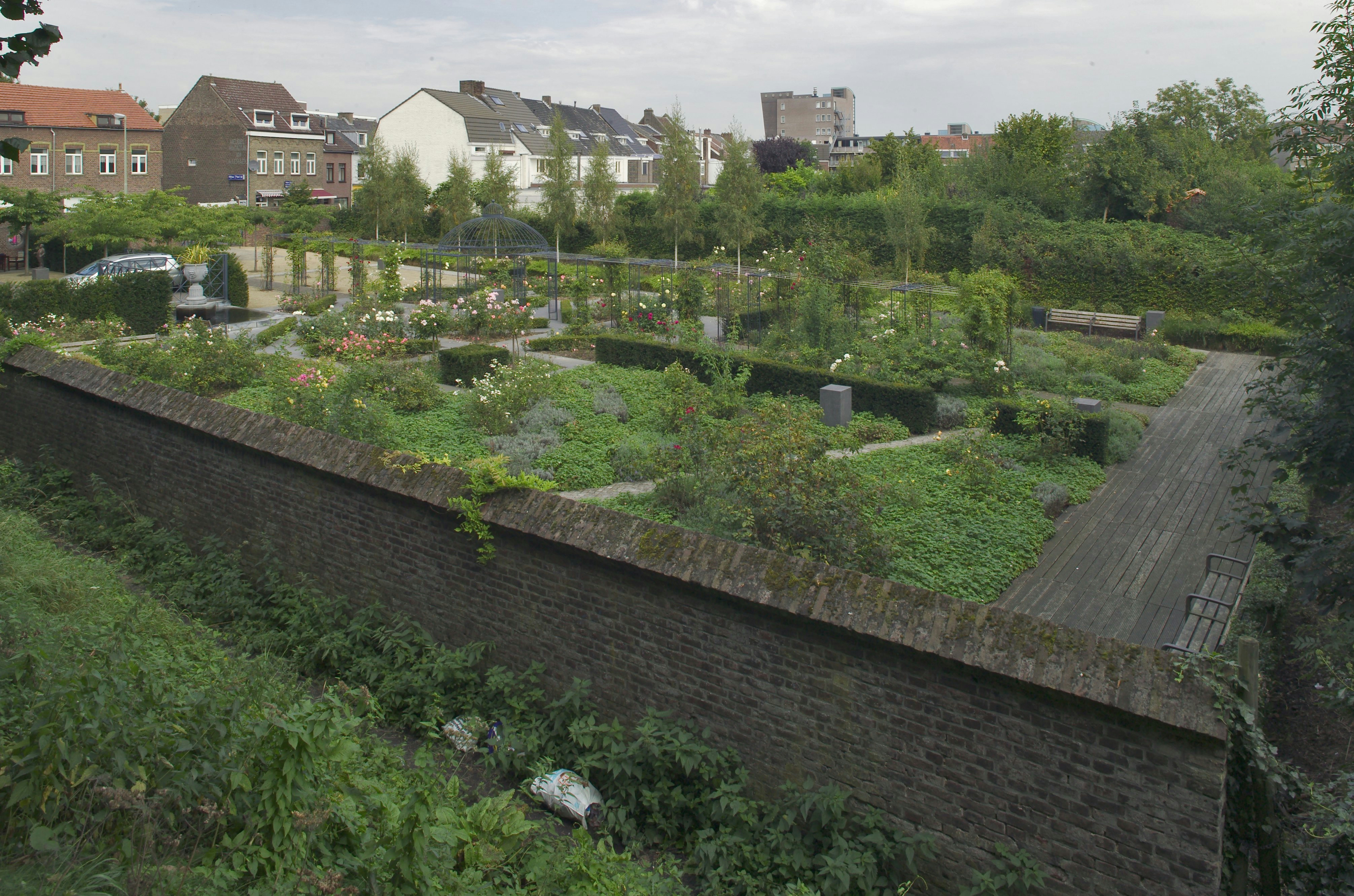
Volkstuinen rondom de wallen
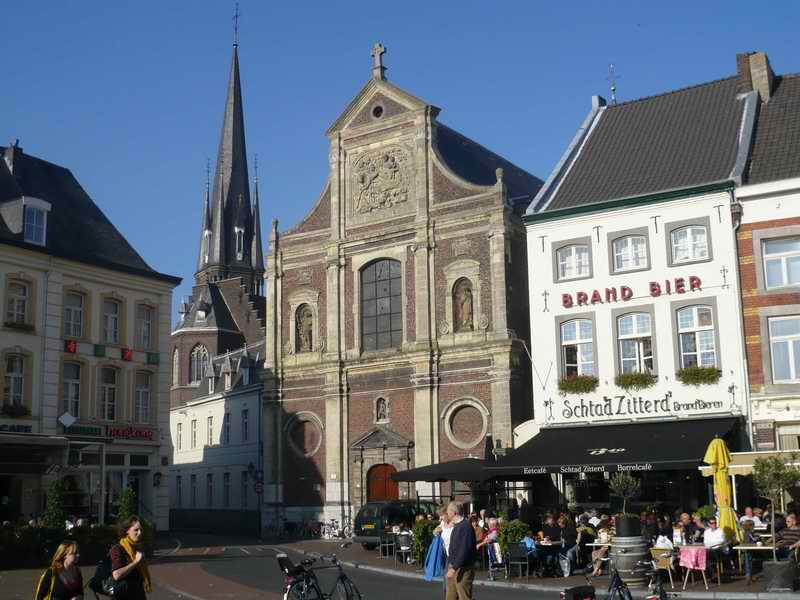
Hoek Markt-Oude Markt
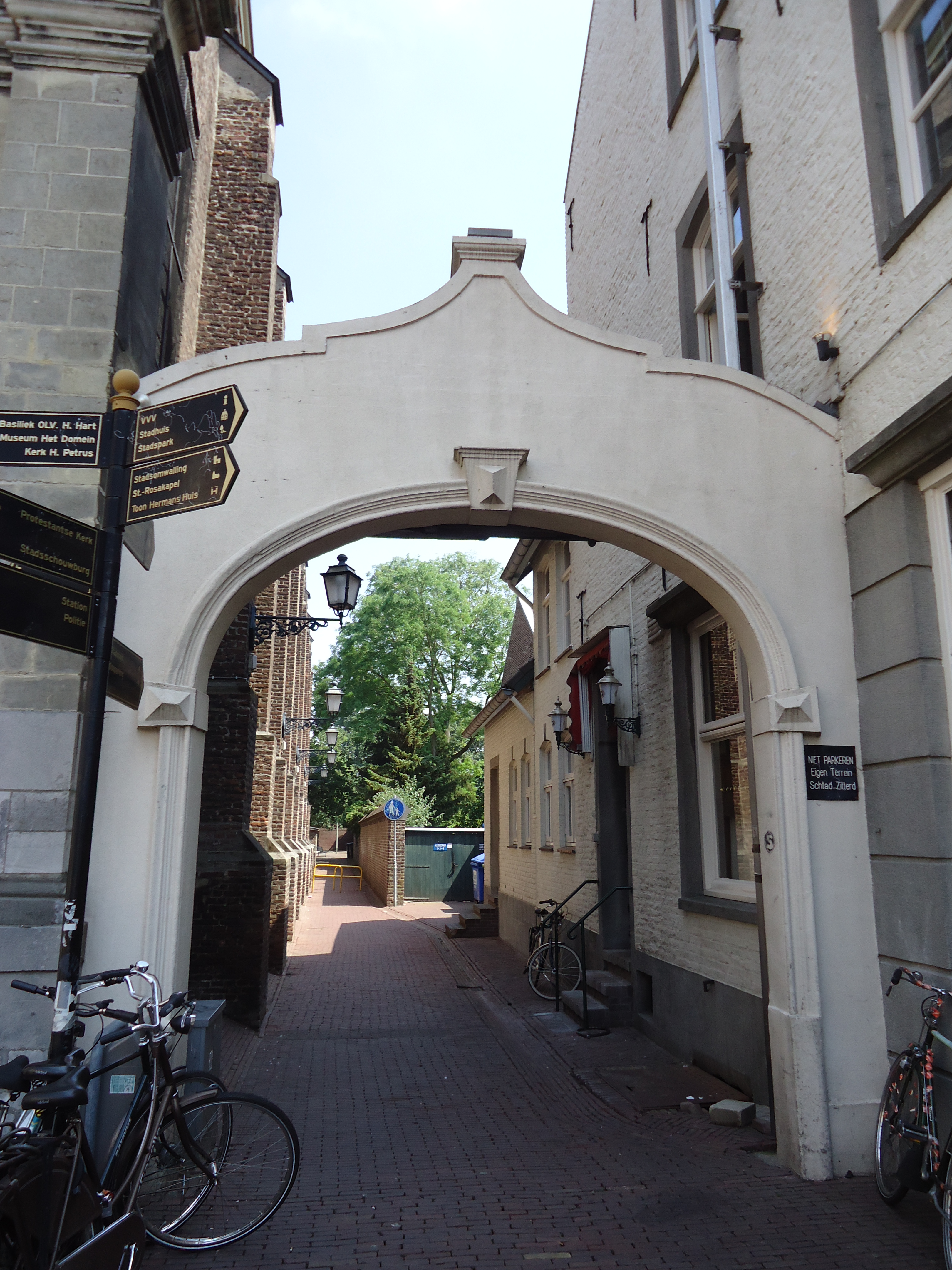
Kerkepad, bij de Markt
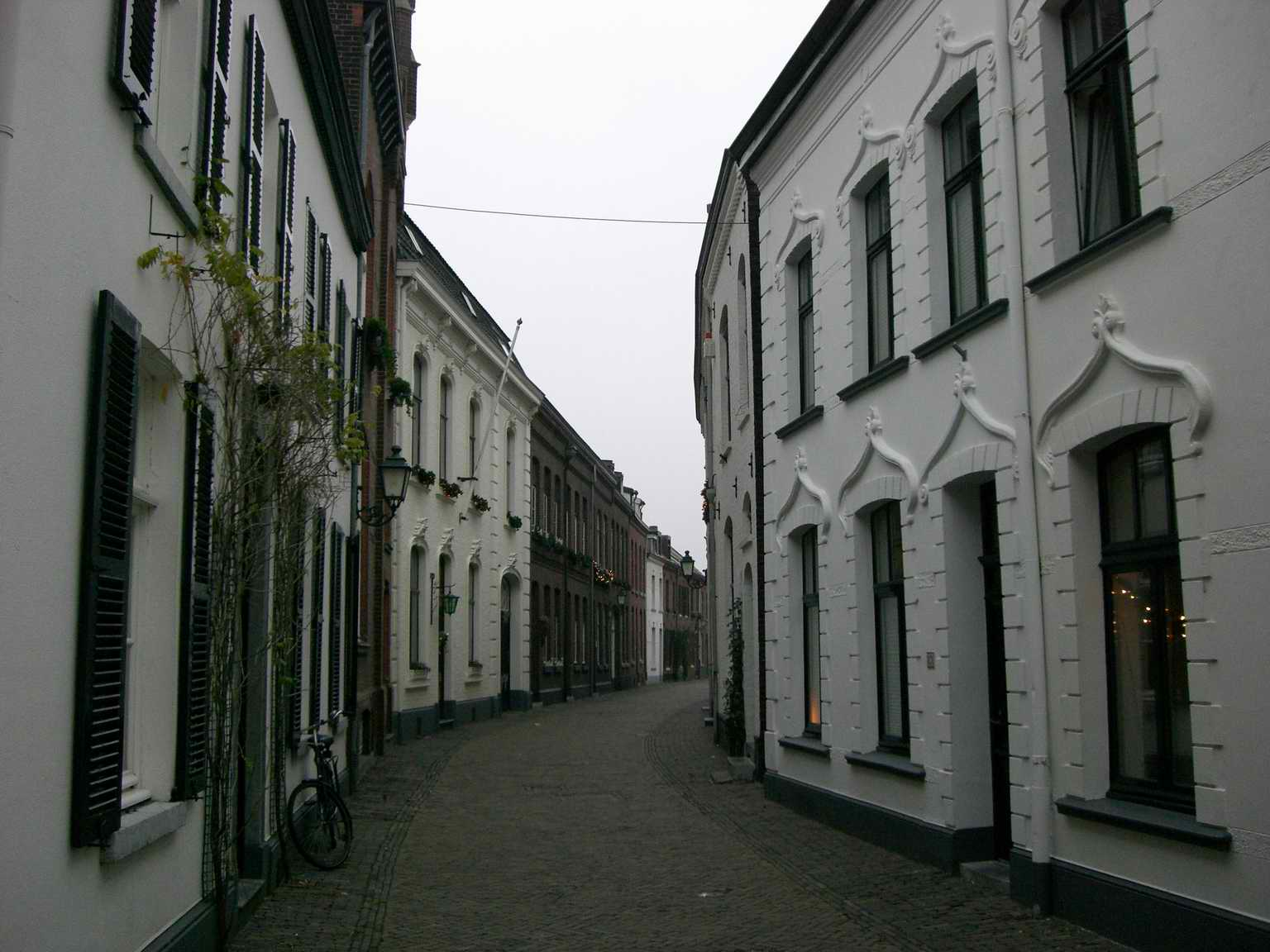
Begijnenhofstraat
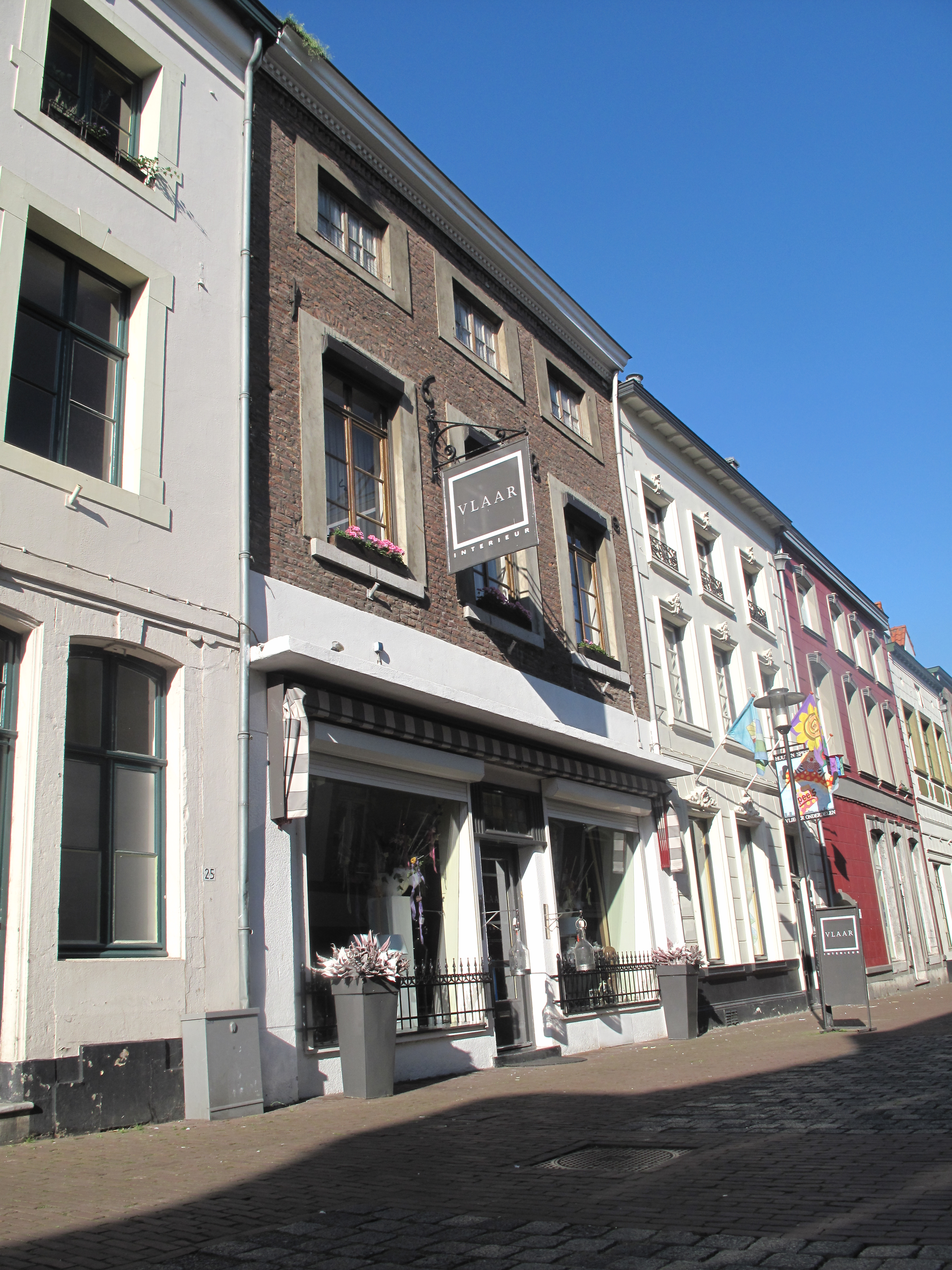
Putstraat
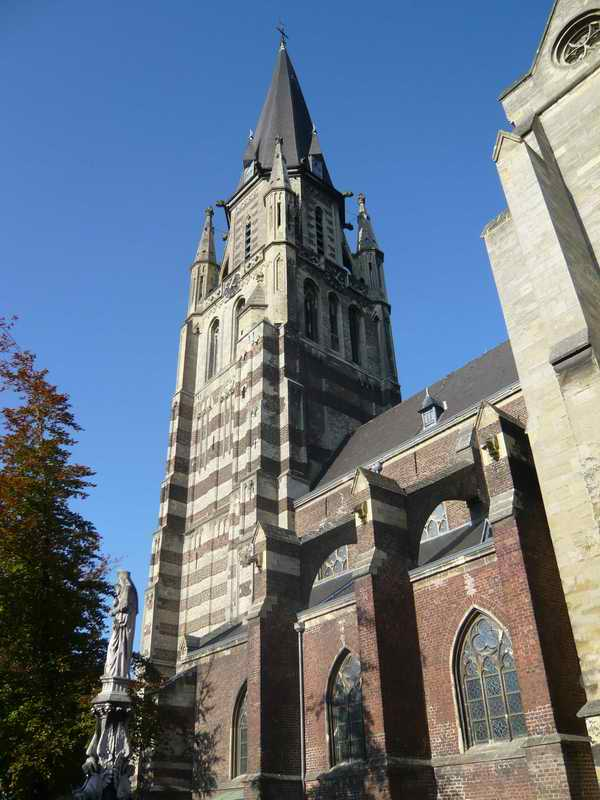
Sint-Petruskerk
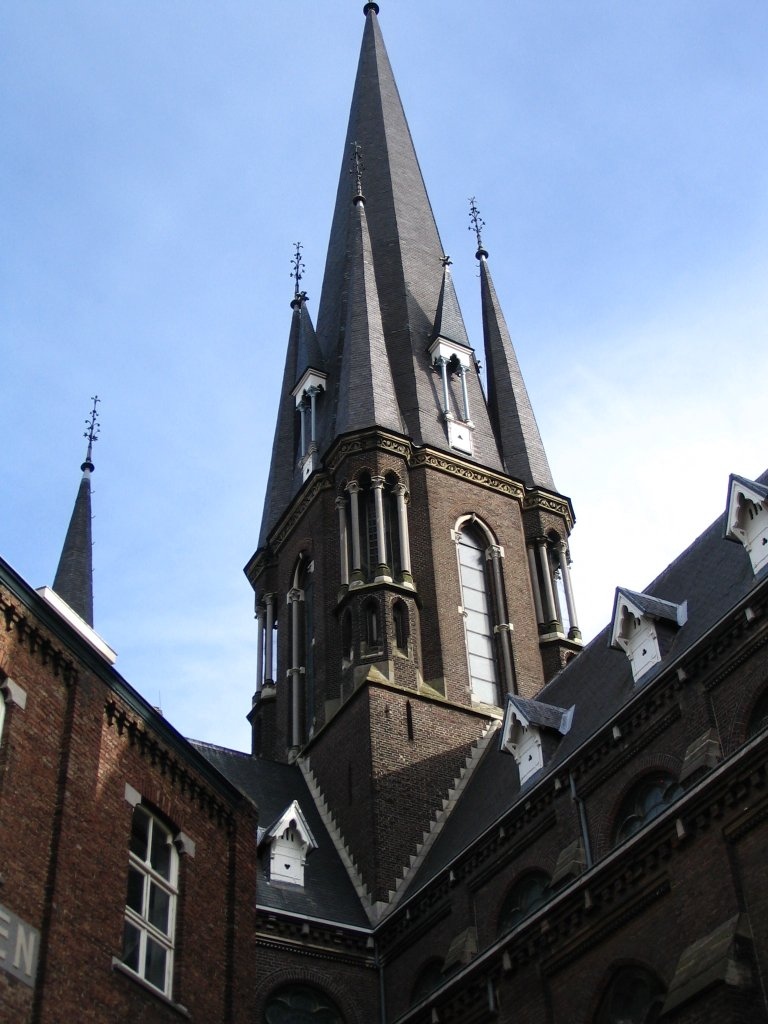
Basiliek O.L.V.-H.Hart
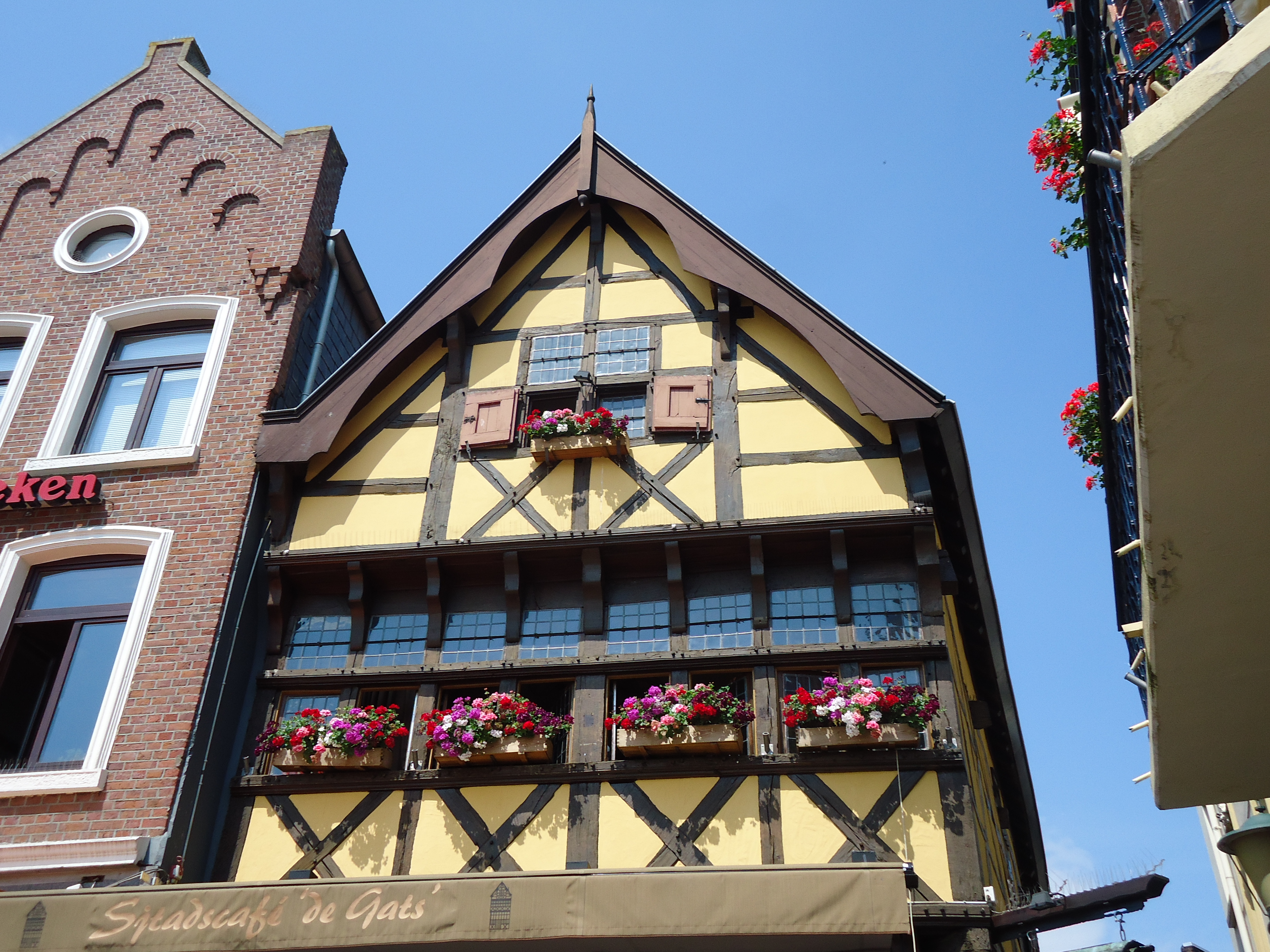
Vakwerkhuis Markt
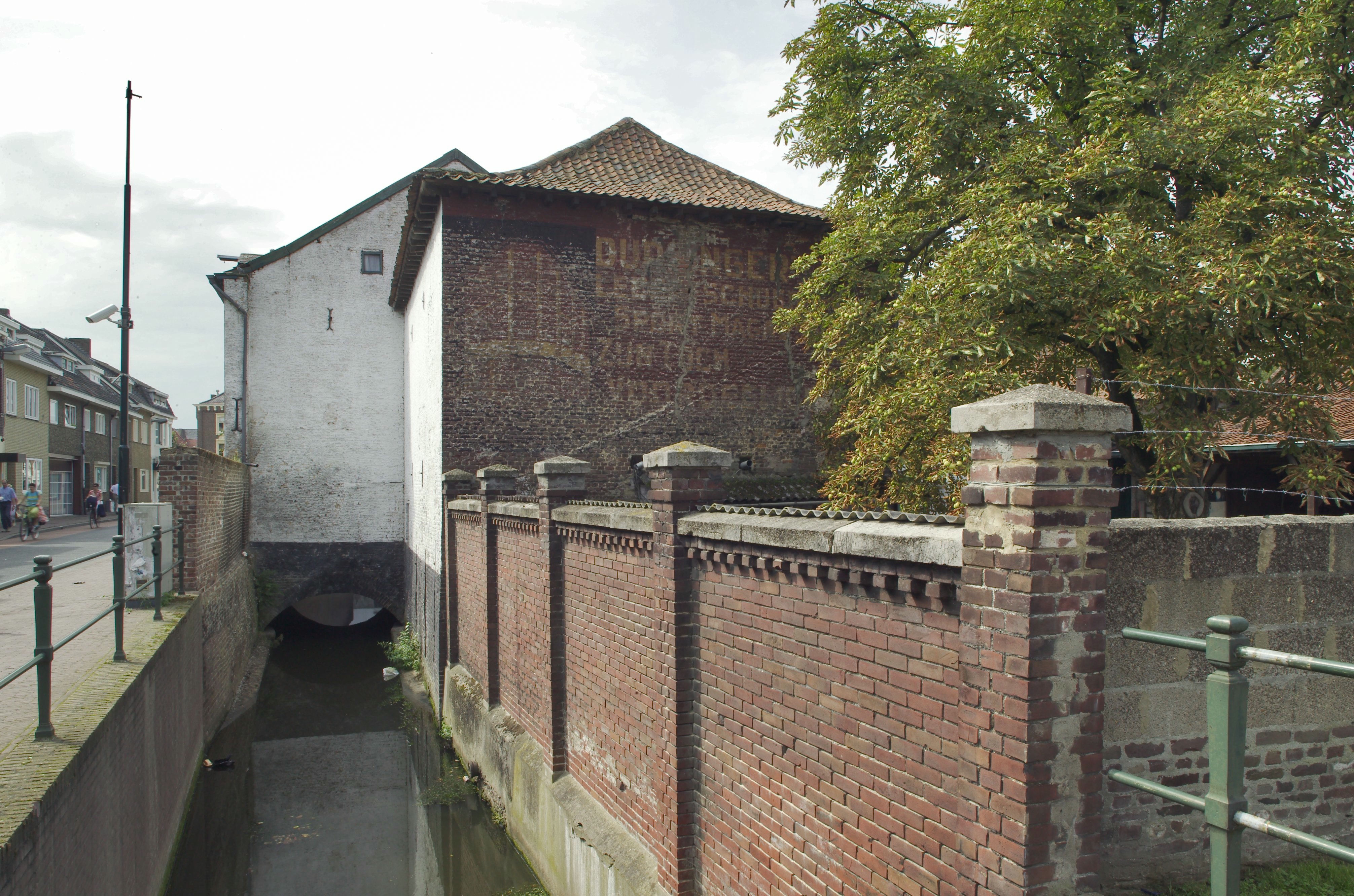
Molenbeek Paardestraat